# Antonin (wieś w powiecie ostrowskim)
Antonin – wieś w Polsce, położona w województwie wielkopolskim, w powiecie ostrowskim, w gminie Przygodzice
W latach 1975–1998 wieś administracyjnie należała do województwa kaliskiego.
Liczy około 470 mieszkańców. Wieś pełni rolę ośrodka turystycznego na skraju Parku Krajobrazowego Dolina Baryczy z kąpieliskiem i domkami kempingowymi. Przy pałacu zaczyna się teren rezerwatu przyrodniczego "Wydymacz".
Antonin leży nad sztucznym jeziorem Szperek zasilanym przez Rów Helenowski i Rów Niedźwiedzi, wśród borów porastających piaszczysty, wydmowy teren Obniżenia Milicko-Głogowskiego, około 10 km na południe od Ostrowa Wielkopolskiego, przy zbiegu dróg: 
- krajowej droga krajowa nr 11 i planowanej ekspresowej droga ekspresowa S11 Kołobrzeg-Piła-Poznań-Ostrów-Antonin-Bytom,
- krajowej droga krajowa nr 25 Bobolice-Bydgoszcz-Inowrocław-Konin-Kalisz- Ostrów-Antonin-Oleśnica i
- wojewódzkiej droga wojewódzka nr 447 Antonin-Mikstat-Grabów nad Prosną

oraz linii kolejowej Ostrów-Antonin-Katowice (stacja Antonin).
Odbywają się tu: Międzynarodowe Festiwale „Chopin w barwach jesieni” (częściowo w Ostrowie Wielkopolskim), Międzynarodowe Wystawy Ekslibrisu Muzycznego oraz Turnieje Pianistów Stypendystów Zagranicznych o nagrodę księcia Antoniego H. Radziwiłła.

## Integralne części wsi
| SIMC    | Nazwa   | Rodzaj    |
| ------- | ------- | --------- |
| 1007613 | Jezioro | część wsi |

## Historia
Początkowo znany jako Szperek, od XIX w. Antonin, na cześć Antoniego Radziwiłła. Przed rokiem 1878 miejscowość należała administracyjnie do powiatu odolanowskiego, w latach 1975–1998 do województwa kaliskiego, a w latach 1887–1975 i od 1999 do powiatu ostrowskiego.
W Antoninie urodzili się: Władysław Wawrzyniak, dowódca I Pułku Piechoty Polskiej (Republika Ostrowska) oraz Frontu Południowego powstania wielkopolskiego i Krystian Niełacny, lekarz, działacz społeczny, regionalista.

## Zabytki
- Zespół pałacu myśliwskiego, zbudowany w latach 1822–1824 przez Karla Friedricha Schinkla dla księcia Antoniego Radziwiłła, w jego skład wchodzą[5]:
  - pałac myśliwski;
  - grobowiec;
  - park;
  - budynek mieszkalno-gospodarczy „ogrodówka”;
  - kościół Matki Boskiej Ostrobramskiej, projektu Johanna Häberlina(inne języki) (ucznia Karla Friedricha Schinkla), wybudowany w latach 1835–1838 jako kaplica grobowa Radziwiłłów, w stylu neoromańskim[6].